# Швачко Тетяна Олексіївна
Тетя́на Олексі́ївна Швачко́ (нар. 23 жовтня 1936, Київ) — українська музикознавиця, педагог, заслужений діяч мистецтв України (2001), член Всеукраїнської музичної спілки (1970).

## Життєпис
1960 — закінчила Київську консерваторію.
1969—2009 — працює в журналі «Музика».
1994—2008 — викладач на кафедрі хореографії Міжнародного слов'янського університету.
Згодом — викладач Київської муніципальної української академії танцю імені Сержа Лифаря.
З 1979 — кандидат мистецтвознавства, з 2005 — доцент.

## Музикознавчі роботи
- 1970 — «Академія української опери»;
- 1972 — «Марія Литвиненко-Вольгемут»;
- 1979 — «Етапи розвитку української оперети»;
- 1982 — «Бела Руденко»;
- 1998 — Навчальний посібник «Світова музична література»;
- 2011 — «Євгенія Мірошниченко»;
- 2013 — «Національна опера України» (у співавторстві з Ю. Станішевським).

## Родина
- чоловік — Юрій Станішевський, театрознавець, член-кореспондент Академії мистецтв України.
- батько — український кінорежисер Лесь Швачко.
- мати — актриса, режисер і педагог Марія Склярова, учениця Леся Курбаса.

## Визнання
- 2001 — Заслужений діяч мистецтв України;
- 1970 — Член Всеукраїнської музичної спілки;
- 1972 — Член Національної Спілки театральних діячів України;
- 1987 — Лауреат премії Українського театрального товариства в галузі театрознавства, театральної критики і пропаганди театрального мистецтва.